# L'amico del padrino
L'amico del padrino è un film del 1972 diretto da Frank Agrama.

## Trama
Richard Murdock, che da bambino ha assistito all'uccisione dei suoi familiari, diventato adulto attende il momento della vendetta agli ordini del Padrino. Ma, appena compiuta la vendetta, Richard viene ucciso saltando in aria con la sua barca, in procinto di rifarsi una vita.